# 새정치국민회의
새정치국민회의(새政治國民會議)는 1995년부터 2000년까지 존재했던 대한민국의 민주당계 정당이다. 제14대 대선에서 낙선하고 정계를 은퇴하였던 김대중 전 평화민주당 총재가 1995년 6월 27일 실시된 제1회 전국동시지방선거를 앞두고 민주당 후보 경선에 깊이 관여하는 것은 물론 후보 지원 유세에 나선 결과, 민주당은 서울특별시장을 비롯한 광역자치단체장 4명, 기초단체장 84명, 광역의원 352명을 당선시키는 압승을 거둘 수 있었다.
이에 힘을 얻은 김대중이 그 해 7월 17일에 정계 복귀와 신당 창당을 공식 선언하자, 당시 민주당 소속 의원 95명 중 65명이 탈당하고 신당에 참여하면서 새정치국민회의는 창당과 동시에 제1야당으로 자리매김했다. 1995년 9월 11일에 정식 등록되었다.
1996년에 실시된 제15대 총선에서는 야당 분열의 결과로 정대철, 이종찬, 김덕규 등의 중진 국회의원들이 대거 낙선하는 등 참패하여 299석 중 79석을 차지하는 데 그쳤으나, 1997년 12월 18일에 실시된 제15대 대선에서 자유민주연합과의 공조를 통하여 김대중을 대통령으로 당선시켰다.
제16대 총선을 3개월 앞둔 2000년 1월 20일에 새천년민주당을 창당하면서 해산하였다.

## 역사

### 자민련과의 연대
통합민주당과 합당한 후 당의 세력은 충분히 확보되었고 수도권과 호남권의 높은 지지율을 바탕으로 김대중 대통령의 국정수행을 충실히 보좌하였으나. 충청권을 주름잡던 강력한 상대인 자민련이 강력한 상대였다. 이에 김대중 대통령은 최고의원들을 설득하여 자민련과의 연대를 구상하였다.이에 당 내의 진보성향의 의원들의 강력한 반대가 있었으나 노무현 원내대표의 설득으로 1998년 11월 13일 본격적으로 새정치국민회의-자민련과의 연대가 시작되었다.이후 김대중 대통령이 임기를 마치는 2002년에 자민련과의 연대도 함께 종료되었으나 자민련의 대부분의 의원들은 자민련을 탈당해 개별적으로 새천년민주당에 입당한다.

## 역대 지도부

### 총재
| 대수 | 역대 총재 | 임기                              |
| ---- | --------- | --------------------------------- |
| 1    | 김대중    | 1995년 9월 5일 ~ 1997년 5월 18일  |
| 2    | 김대중    | 1997년 5월 19일 ~ 2000년 1월 20일 |

### 총재권한대행
| 대수 | 역대 총재권한대행 | 임기                             |
| ---- | ----------------- | -------------------------------- |
| 1    | 조세형            | 1996년 9월 10일 ~ 1999년 4월 5일 |
| 2    | 김영배            | 1999년 4월 6일 ~ 1999년 7월 8일  |
| 3    | 이만섭            | 1999년 7월 9일 ~ 2000년 1월 20일 |

## 주요 선거 결과

### 대통령 선거
| 연도   | 선거   | 후보자 | 득표         | 득표율          | 결과 | 당락 |
| ------ | ------ | ------ | ------------ | --------------- | ---- | ---- |
| 1997년 | 15대   | 김대중 | 10,326,275표 | \| \| 40.27% \| | 1위  |      |
|        | 40.27% |        |              |                 |      |      |

### 국회의원 선거
|  | 26.09% |

|  | 25.3% |

|  | 26.42% |

### 지방선거
|  | 37.5% |

|  | 36.21% |

|  | 43.91% |

## 역대 전당대회

### 새정치국민회의 창당대회
1995년 9월 5일, 국민회의 창당대회는 집행부인 총재단과 의결기구인 지도위원회로 지도부가 이원화된 당헌당규와 정강정책을 채택하고 김대중 전 민주당 총재를 총재로 선출하였다.

### 1996년9월 10일새정치국민회의 간부회의
1996년 9월 10일, 국민회의 간부회의는 김대중 총재 부재 시 당무권한을 위임받는 총재권한대행 제도를 도입하고, 조세형 부총재가 총재권한대행을 맡도록 했다.

### 2000년새정치국민회의 전당대회
2000년 1월 20일, 국민회의 전당대회는 새천년민주당으로의 흡수합당을 결의한 뒤 100명으로 구성된 합당수임기구를 지정했다.

## 논란

### 6.25전쟁에 대한 만주 폭격 발언 반박 논평
1996년 6월 24일 전방부대를 시찰한 자리에서 김영삼대통령은 북한은 세계의 모든 나라에 도움을 요청하고 있지만 마지막으로 도울 수 있는 나라는 동족인 우리뿐이라는 사실을 모르고 있다고 지적했다. 그리고 이 자리에서 "6.25 당시에 만주를 폭격했으면 통일을 이룰 수 있었다"고 발언하여 여야간 극한 언쟁이 오갔다. 당시 국민회의 정동영 대변인은 해당 발언에 대해 국가안보를 해치고 4자회담 성사에 찬물을 끼얹는 것이라면서 "국가이익을 현저하게 해칠 우려가 있는 발언을 한 것은 대통령의 직무와 관련해 탄핵소추도 가능한 발언이라고 본다"는 논평을 냈고, 자유민주연합 측에서는 "대통령 자신이 북을 자극하여 찬물을 끼얹고 있는 것은 도저히 이해할 수 없는 처사"라는 논평을 냈다. 집권당인 신한국당의 김 철 대변인은 "어느 쪽의 안보를 지키려는 정당인지 의심이 들 정도라는 점을 얘기하지 않을 수 없다. 국민회의는 북한에 대해 그렇게 미안하고 조심스러운지 묻고 싶다"는 논평을 논평을 냈다.
 당시 공방의 발단은 김영삼 대통령의 지난 24일 중부전선 시찰 당시 발언으로 김영삼대통령은 심각한 북한 상황과 한국전쟁의 참상을 회고하고 당시 맥아더 장군이 주장했던 만주폭격이 가능했더라면 이미 통일 될 수도 있었을 것이라면서 철저한 안보태세를 당부했다. 그러자 국민회의측은 어제와 오늘 잇따라 비난공세에 나섰고 신한국당측도 민감하게 반응했다. 양쪽 공방은 김영삼 대통령의 발언이 과연 우리 국민의 안보의식에 어떤 영향을 줄 것인지에 초점이 맞춰줬다. 국민회의 정동영대변인은 만주북폭 지지발언은 국가안보를 위태롭게 할 수 있는 중대한 발언이라고 규정을 했다. 그러자 신한국당 김철 대변인은 전방부대를 방문한 자리에서 과거의 통일의 기회를 아쉬워하면서 젊은세대들에게 안보의 중요성을 강조하는 의미에서 이같은 회상을 한 것은 매우 자연스럽게 어떻게 보면 당연하다는 논평으로 김영삼 대통령을 비호했다. 또 이번 발언이 지금은 우호국(?)이 되었다는 된 중국과의 관계에 어떤 영향을 미칠 것인지도 논란이 됐다. 정동영대변인은 한중 우호에 악영향을 초래하고 간접적으로 외환을 불러올 수도 있는 중대한 발언이라는 것이라고 논평했고 신한국당의 김철 대변인은 반세기전의 전쟁 상황을 기준한 대통령의 발언이 어떻게 해서 현재의 한중 한러 관계에 영향을 준다는 얘기인지 이해할 수 없다는 논평을 냈다. 새정치국민회의는 김영삼 대통령이 전국민한테 이 발언을 해명해야 한다고 촉구했고 신한국당은 당시 공산당을 제외한 대다수 국민이 맥아더의 주장을 지지했으며 지금도 대다수 국민들이 그대로 했다면 통일이 됐을 것으로 생각하고 있다면서 국민회의가 6.25에 대한 기본적 이해도 결여돼있을 뿐 아니라 어느쪽 안보를 지키려는 정당인지 의심이 들 정도라고 반박했다.

### 야당 의원 빼가기 논란
15대 대선에서 여권 분열 덕분에 대통령에 당선된 김대중은 여소야대의 한계를 느끼고 인위적인 정계개편을 단행하였다. 당시 공동여당이었던 새정치국민회의와 자유민주연합의 의석수 합이 야당인 한나라당에 미치지 못했기 때문이다. 우선 1997년 제15대 대선에서 낙선하고 이듬해 열린 1998년 제2회 전국동시지방선거에서도 주목할 만한 성적을 거두지 못했던 이인제의 국민신당과의 합당을 추진하였고 검찰이 한나라당에 대한 전방위적인 사정을 단행하여 몇몇 의원들을 빼앗았다는 논란이 있지만 일부 의원들은 자발적으로 당적을 변경하는 철새행각을 벌이기도 했다. 이러한 노력 끝에 공동여당은 국회 과반의석수를 만드는 데 성공하였다.

## 같이 보기
- 대한민국의 민주당계 정당
- 통일주체국민회의
- 비상국민회의